# Mark Z. Danielewski
Mark Z. Danielewski, född 5 mars 1966 i New York i New York, är en amerikansk författare, mest känd för sin debutroman House of Leaves (2000). Danielewskis verk har beskrivits ha en experimentell form, med komplexa narrativ med flera lagar, typografisk variation, och inkonsekvent sidolayout, en stil känd som ergodisk litteratur.

## Biografi
Danielewski föddes i New York i New York som son till den polska avant-garderegissören Tad Danielewski och bror till singer-songwritern Annie Decatur Danielewski, mer känd under pseudonymen Poe.
Danielewski studerade engelsk litteratur vid Yale, varefter han flyttade till Berkeley, Kalifornien, där han studerade latin vid universitetet. Han bodde även en tid i Paris, en tid då han mest skrev.
På tidigt 1990-tal examinerade han på USC School of Cinema-Television, efter vilket han arbetade som assisterande klippare samt på ljudet för Derrida, en dokumentär baserad på den franska kritikern och filosofen Jacques Derrida.
Danielewski släppte sin första bok, House of Leaves, den 7 mars 2000, och den blev mycket väl emottagen. House of Leaves fick flera pris, inklusive New York Public Librarys "Young Lions Fiction Award", samt en stor kultföljning. I oktober 2000 släppte Danielewski en kompanjonsbok till House of Leaves, The Whalestoe Letters, som är den fiktiva brevväxlingen mellan Johnny Truant, huvudkaraktären i House of Leaves, och hans mor, då hon låg på mentalsjukhuset The Three Attic Whalestoe Institute. År 2000 släppte även Danielewskis syster Anne sitt album Haunted, som ses som en musikversion av House of Leaves, med många citat från boken i texterna, samt Mark själv med på en av låtarna. De två turnerade tillsammans runt i USA för promota Annes album.
2005 släppte Danielewski en 100-sidig kortroman, The Fifty Year Sword, i endast 1000 utgåvor, de 51 första signerade. Liksom House of Leaves använder The Fifty Year Sword varierande formatering och färg, men fokuset på färgen är större i jämförelse. I oktober 2006 släpptes en andra utgåva, även den i 1000 exemplar, men en större tryckning har ännu inte tillkännagivits.
Danielewskis andra bok, Only Revolutions, släpptes 2006, men fick inte alls lika gott mottagande som hans debut. Trots detta blev romanen finalist till 2006 års National Book Award. Den 15 september 2010, annonserades om Danielewskis nästa roman på hans officiella forum: "Later this month publishers will receive the first 5 volumes of Mark Z. Danielewski's 27 volume project entitled The Familiar. The story concerns a 12 year old girl who finds a kitten..." Sedan dess har dock ingenting officiellt hörts om projektet.

## Privatliv
Danielewski är ett fan av Biffy Clyro, vilket bandet upptäckte då Danielewski besökte en av deras konserter efter att de använt titeln på Only Revolutions till deras album.